# Winglet

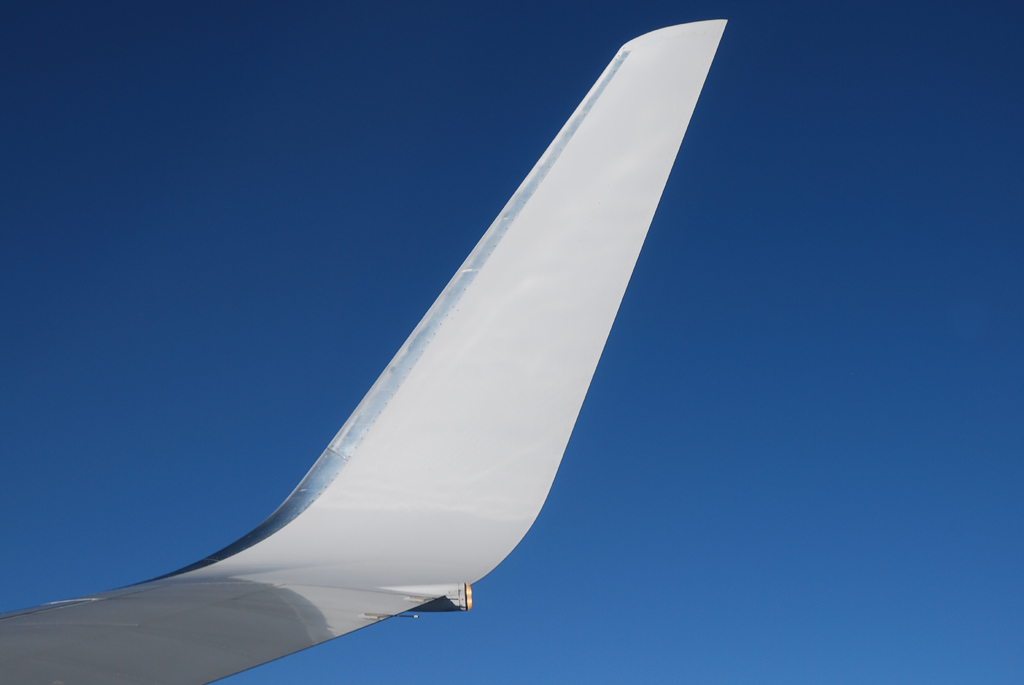
Blended Winglet an einer Boeing 737-800

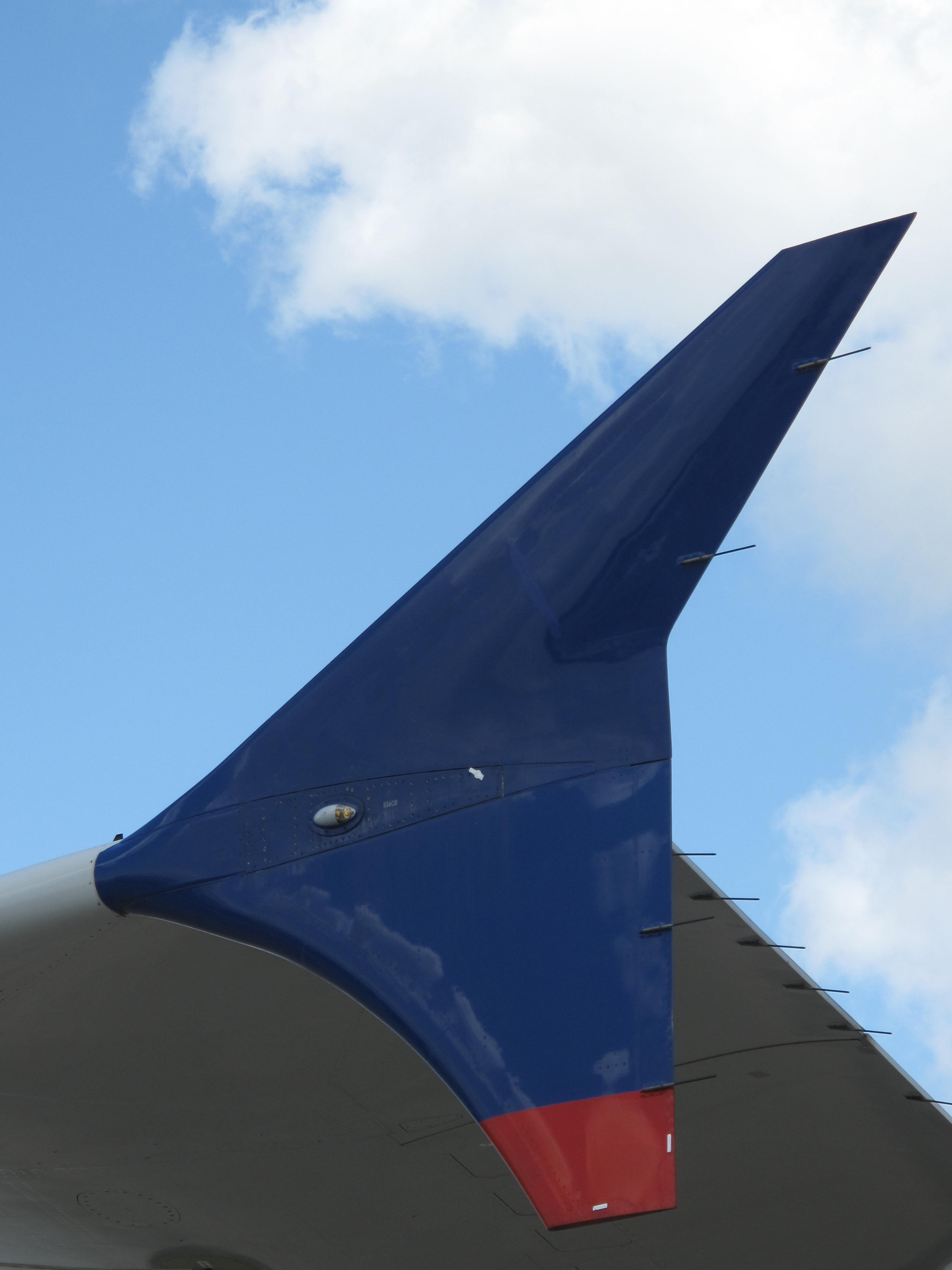
(Doppelte) Winglets an einem Airbus A380, unten rot warnmarkiert

Winglets (wörtlich: englisch Flügelchen) bzw. Sharklets (Bezeichnung für Winglets bei Airbus), deutsch Flügelohren, sind meistens nach oben und seltener nach oben und unten verlängerte Außenflügel an den Enden der Tragflächen von Luftfahrzeugen. Sie sorgen für eine bessere Seitenstabilität, verringern den induzierten Luftwiderstand und verbessern so den Gleitwinkel sowie die Steigzahl bei niedriger Geschwindigkeit.

## Funktion

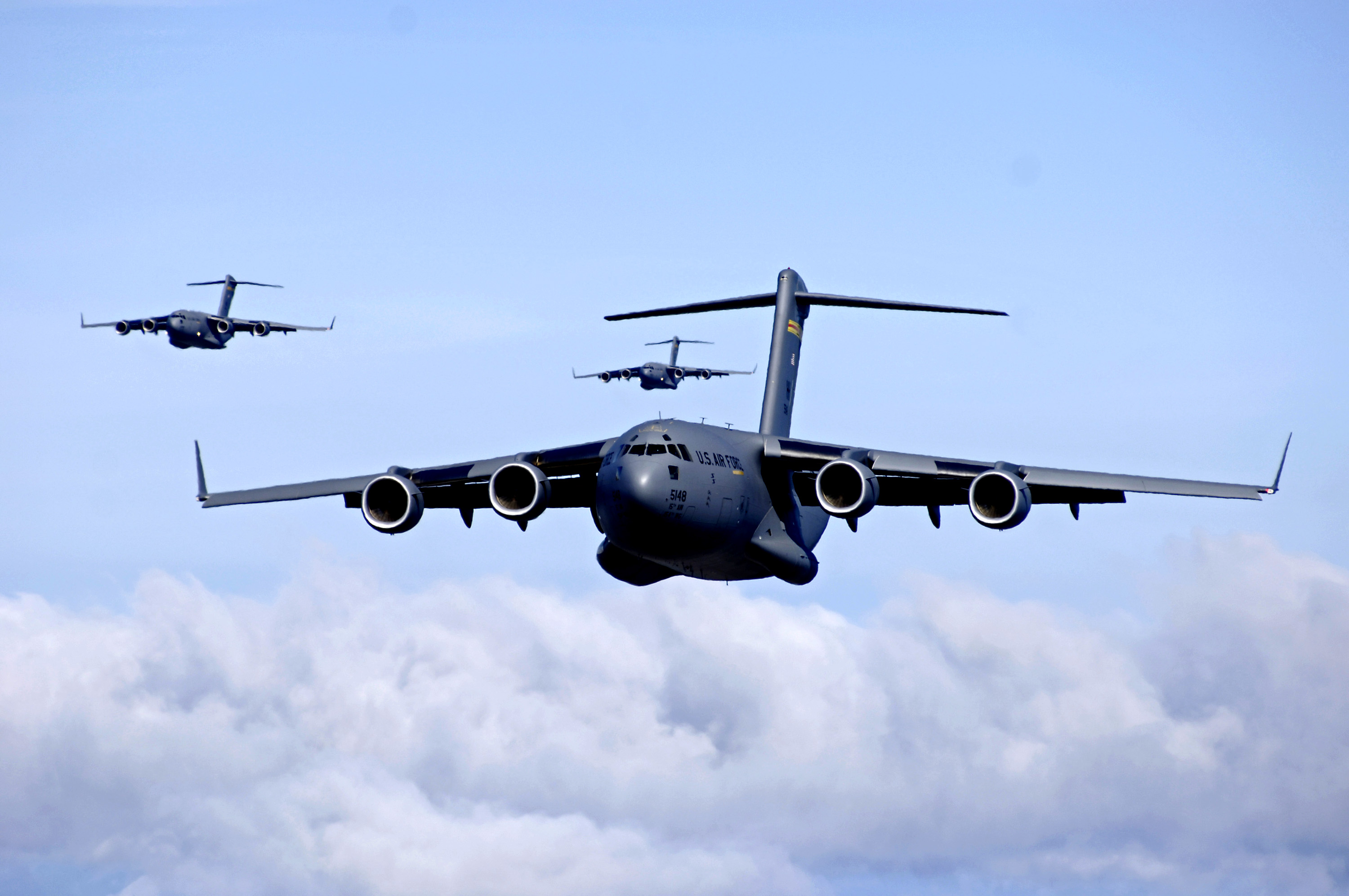
Drei C-17-Transporter mit Winglets

Winglets erhöhen die Streckung einer Tragfläche, ohne die Spannweite zu vergrößern. Dies bringt
- weniger induzierten Luftwiderstand bei hohen Auftriebswerten, hohen Anstellwinkeln (niedrigen Geschwindigkeiten),
- bessere Stabilität um die Hochachse (Gierachse), weil Winglets immer hinter dem Flugzeugschwerpunkt sitzen und damit eine Seitenleitwerkswirkung haben,
- höhere Wendigkeit wegen des leicht geringeren Trägheitsmoments um die Längsachse (Rollachse),

ohne durch Spannweiten-Vergrößerung Einschränkungen bei der Handhabung am Boden und größere Biegemomente an der Tragflächenwurzel in Kauf nehmen zu müssen.
Nachteilig wirkt sich der erhöhte Widerstand bei hohen Geschwindigkeiten aus.
Bei der Auftriebserzeugung durch Tragflächen endlicher Streckung bilden sich durch den Druckunterschied zwischen Ober- und Unterseite Wirbel, aus denen im Tragflächenaußenbereich Wirbelschleppen entstehen. Die Luft strömt von der Unterseite der Tragflächen, wo Überdruck vorliegt, um die Tragflächenenden herum nach oben, wo Unterdruck herrscht. Die Wirbel sind bei positiver Tragflächenpfeilung an der Tragflächenspitze am stärksten und rollen sich (je nach Flugzustand) zu einem Randwirbel auf. Die Wirbel induzieren am Ort der Tragfläche eine abwärts gerichtete Kraft, wodurch ein induzierter Luftwiderstand entsteht. Winglets reduzieren nun den Einfluss dieser Wirbel, indem sie den Randwirbel zerteilen (ein Teil geht am Tragflächen-Winglet-Übergang ab, ein Teil an der Wingletspitze) und durch ihre Profilgebung nach außen ablenken. Die Gesamtstärke der Wirbel bleibt dabei gleich, da sie direkt mit der Erzeugung vom Auftrieb verbunden ist. Die gewünschte Reduzierung des Luftwiderstands rührt am Ende daher, dass die Tragfläche besser ausgenutzt wird und effizienter arbeiten kann. Ein mit Winglets ausgerüstetes Flugzeug kann (im Vergleich zu einem mit identischer Tragfläche ohne Winglet) bei gegebenem Gewicht und Geschwindigkeit mit einem geringeren Anstellwinkel operieren, weil die Tragflächenenden mehr Auftrieb erzeugen, so wird der Widerstand verringert.
Winglets müssen für jeden Flugzeugtyp unter Berücksichtigung der Tragflügelfläche und der voraussichtlichen Fluggeschwindigkeiten angepasst werden. Zum Beispiel entwickelt die zusätzlich umströmte Fläche bei hohen Geschwindigkeiten mehr zusätzlichen Reibungs- und Druckwiderstand, als sie an induziertem Luftwiderstand einspart.
Winglets führen zu einem gewissen Anstieg der Flugzeug-Leermasse. Wenn man ein Flugzeug mit Winglets nachrüsten will, entstehen Kosten für die Installation. Früher lohnte sich ein Anbau nicht immer; angesichts des hohen Ölpreises ist der Break-even-Point heute relativ schnell erreicht.
Nach Angaben von Boeing kann durch den Einsatz von Winglets der Kraftstoffverbrauch um drei bis fünf Prozent gesenkt werden.
Die bislang größten Winglets finden sich mit 3,45 Metern Höhe bei der Boeing 767-300ER. Die Wingtip Fences des Airbus A380-800 haben eine Höhe von 2,30 Meter.
Die Beschädigung, der Verlust oder die Demontage eines Winglets kann prinzipiell über eine veränderte Trimmung kompensiert werden.

### Winglets vs. Vergrößerung der Spannweite

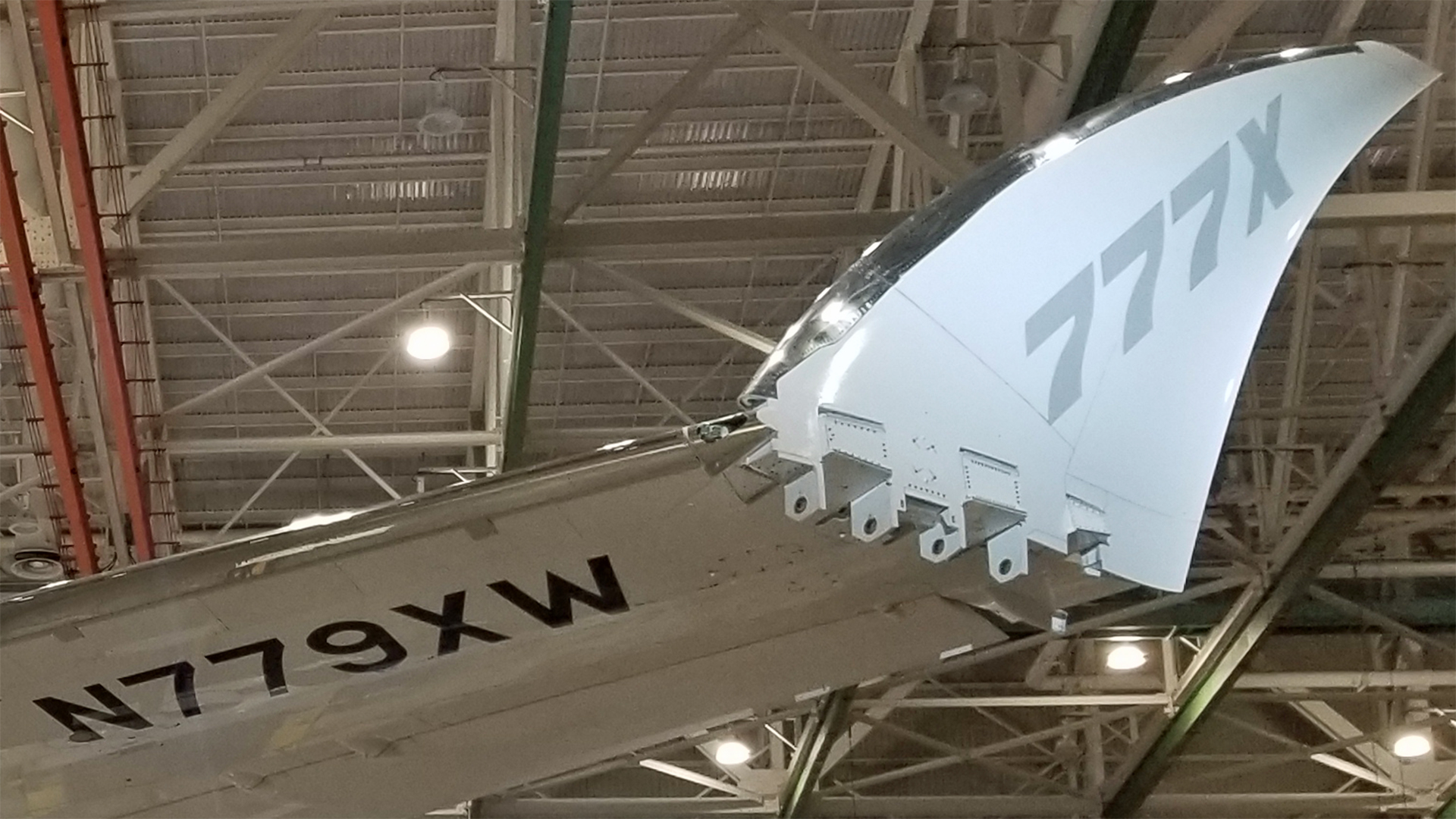
Boeing hat sich beim Design der Boeing 777X statt Winglets für eine um sieben Meter vergrößerte Spannweite entschieden, um im Betrieb Treibstoff zu sparen. Damit die Maschine mit dieser Spannweite auf die genormten Stellplätze der Gates passt, können die Flügelspitzen hochgeklappt werden.

Anders als oft angenommen, bringen die Winglets im Vergleich mit einer gleich großen Erweiterung der Spannweite keine aerodynamischen Vorteile. Würde man die Winglets nach außen klappen, so hätte das Flugzeug einen besseren Gleitwinkel und einen geringeren Treibstoffverbrauch.
Eine Vergrößerung der Spannweite bringt jedoch folgende Nachteile:
- Größeren Platzbedarf am Boden
- Stärkere Biegemomente an der Tragfläche (das Biegemoment wird schon durch die Winglets erhöht, aber nicht so stark wie bei einer gleichen Erweiterung der Spannweite)
- Schlechtere Wendigkeit wegen höheren Massemomenten um die Längs- und Hochachse gegenüber Winglets

Winglets werden häufiger bei Flugzeugen eingebaut oder nachgerüstet, welche die maximale Spannweite einer bestimmten Klasse schon erreicht haben, wie zum Beispiel Segelflugzeuge mit 15 m oder 18 m Spannweite sowie Fracht- und Passagierflugzeuge mit Spannweite von
- 80 m (A380-800)
- 65 m (A350, B747-400, A340)
- 36 m (A320neo, B737NG)

## Geschichte

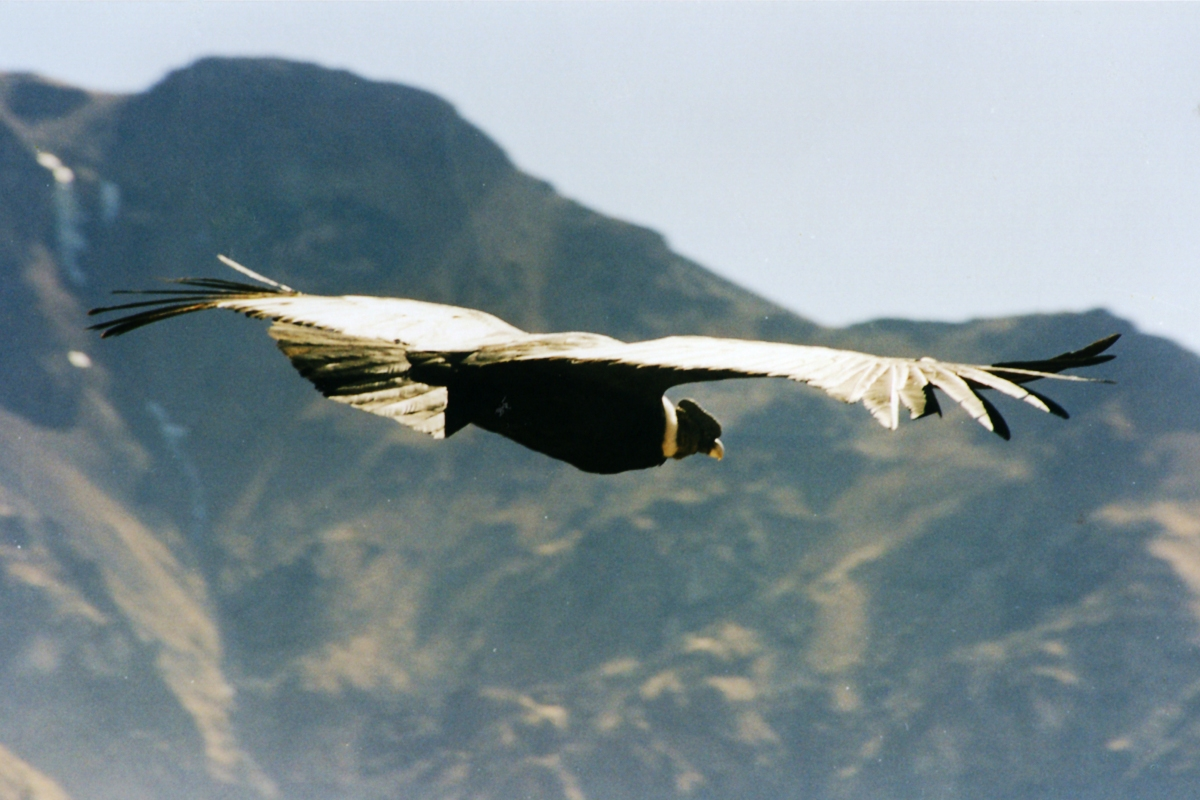
„Natürliche Winglets“ beim Kondor (gefächert) für den Langsamflug

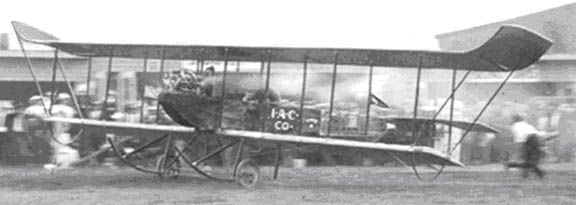
Nach oben gebogene Flügelenden bei einem Somerville-Doppeldecker, vor 1914

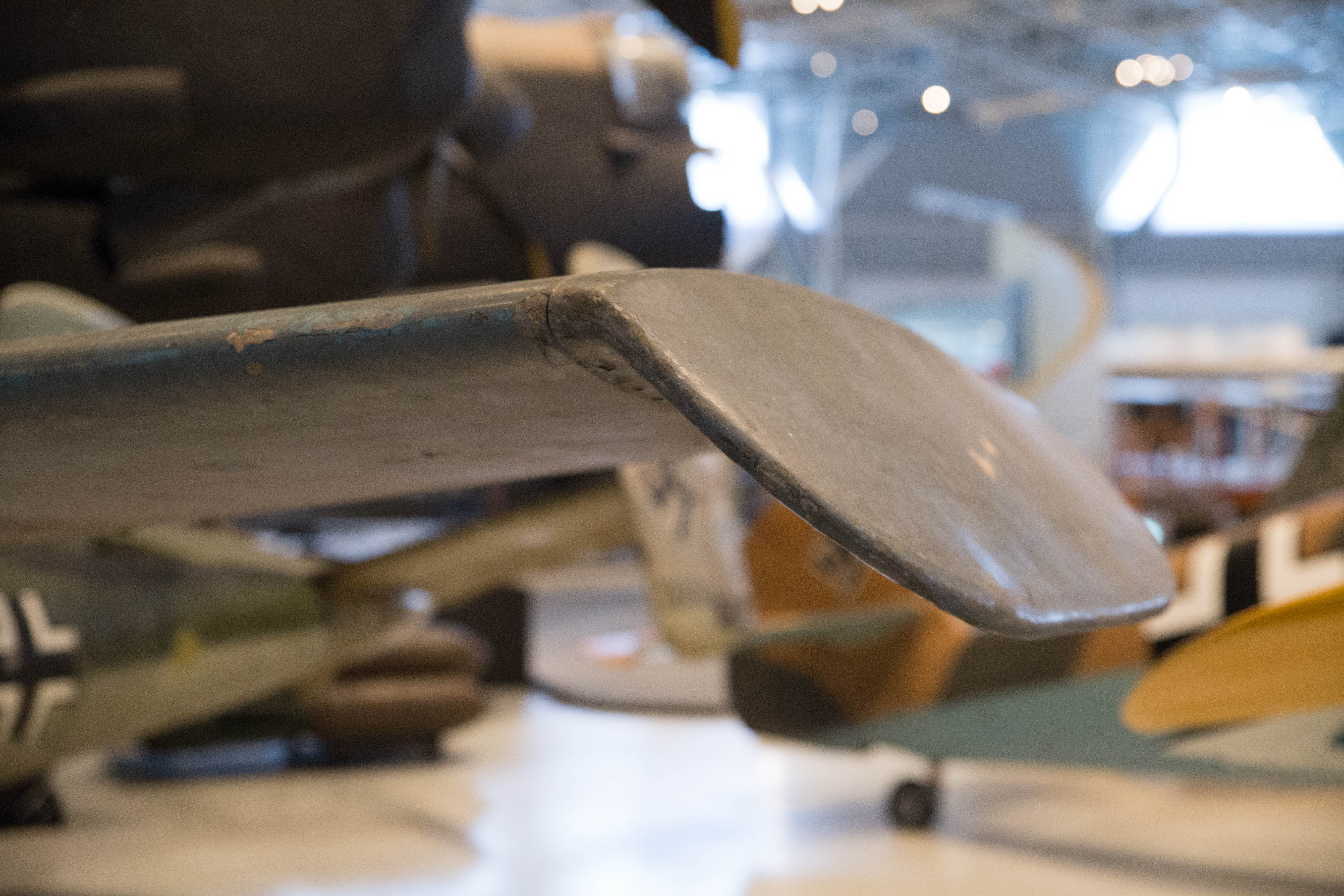
„Lippischohr“ am Flügel einer He 162

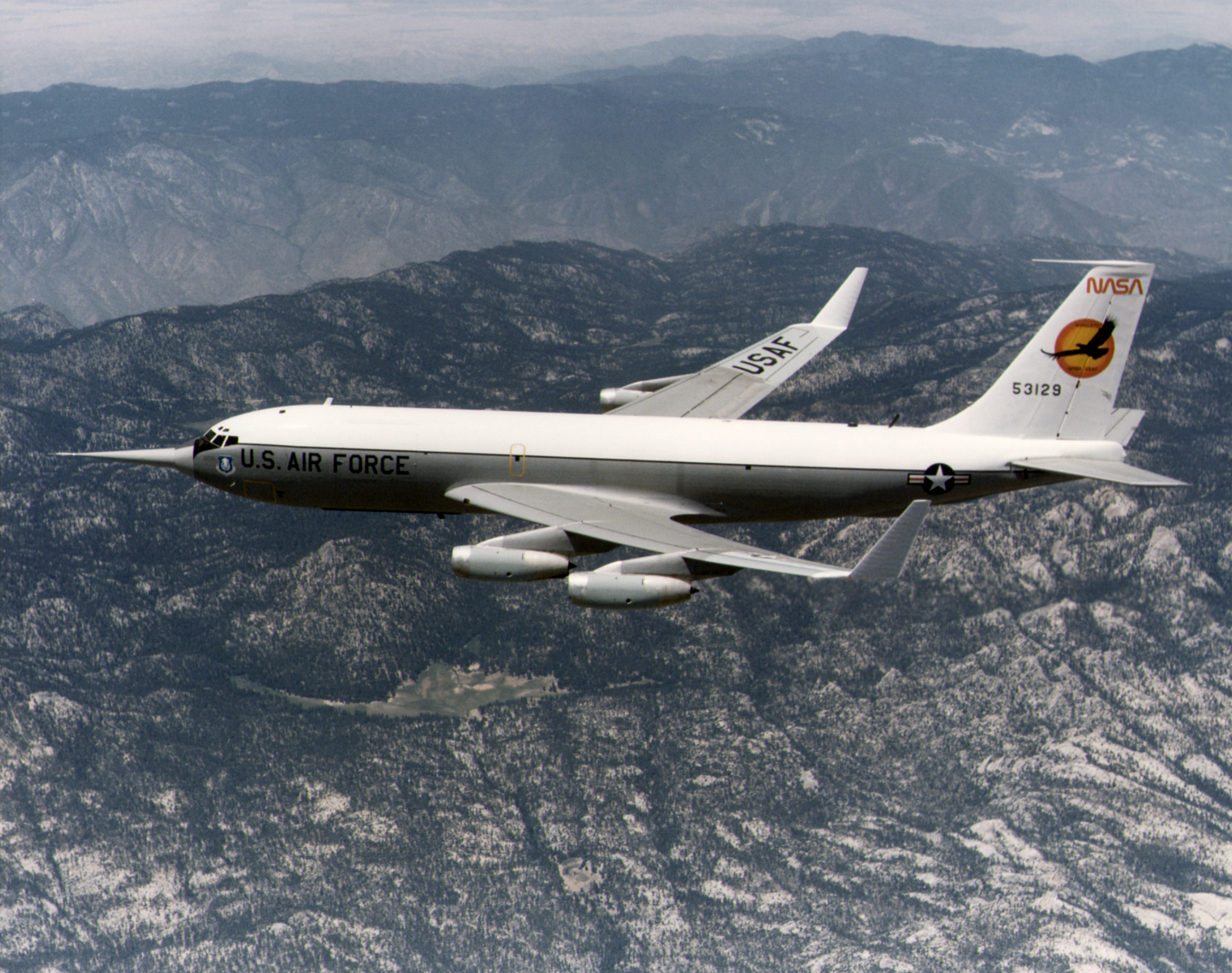
1979 erprobte die NASA Winglets an einer KC-135A

Die Auftriebsverluste durch eine Umströmung der Tragflächenrandbögen waren schon seit langem bekannt, und auch Winglets sind keine moderne Erfindung. Die Grundidee wurde schon 1897 von Frederick W. Lanchester zum Patent angemeldet. Der in die USA ausgewanderte schottische Flugzeugingenieur William A. Somerville (1869–1950) ließ sich 1910 nach oben gebogene Flügelenden patentieren und realisierte seine Idee auch. In der Serie fanden Flügelohren erstmals gegen Ende des Zweiten Weltkriegs Verwendung (Heinkel He 162), wo sie entgegen der heute meist üblichen Bauweise nach unten abgeknickt und nach ihrem Konstrukteur Alexander Lippisch benannt waren; nach Kriegsende wurde das Konzept der nach unten gebogene Flügelspitzen von dem deutschen Aerodynamiker Sighard Hoerner in den USA weiterentwickelt, weshalb man im englischsprachigen Raum heute von Hoerner wing tips spricht. Die Henschel Flugzeug-Werke projektierten 1945 den schwanzlosen Hochgeschwindigkeitsjäger Hs P.135 mit Deltaflügeln und nach oben gebogenen Flügelohren, die sich im Computermodell als tatsächlich effizient erwiesen. Die gebräuchliche Bezeichnung war damals „Henschelohren“.
Nach dem Zweiten Weltkrieg wurden an einigen STOL-Flugzeugen Versuche mit Flügelendscheiben unternommen, die meist nur aus einem Blech bestanden (z. B. PZL-101). Diese standen rundum einige Zentimeter über das Flügelendprofil hinaus und erschwerten so dessen Umströmung. Ähnliche Effekte erhoffte man sich auch von sogenannten Randkeulen wie beispielsweise an der Let L-13, die auch als Tragflächenspitzentanks verwendet wurden.
Die Ölkrise zu Beginn der 1970er-Jahre bewog u. a. die NASA, sich dieser alten Patente wieder anzunehmen und sie zu verbessern. Wesentliche Erkenntnisse auf dem Gebiet verdankt die Wissenschaft insbesondere dem Aerodynamik-Chef bei Boeing, Louis Bernhard Gratzer (1920–2014); er beschäftigte sich eingehend mit der Form von Vogelflügeln (siehe auch Bionik) und machte durch zahlreiche Patente auf dem Gebiet der Flügelendengeometrie von sich reden. Das erste Flugzeug der Nachkriegsgeschichte, das standardmäßig mit Winglets ausgestattet war, war 1977 der Learjet 28.
Im Großflugzeugbau wurden die Winglets von Airbus bei der A310-300 zunächst in Form kleiner Tragflächenendscheiben (sogenannter „Wingtip Fences“) eingeführt, welche sowohl nach oben als auch nach unten zeigen. Allerdings weisen heutige Großflugzeuge im Gegensatz zu diesen ursprünglichen Endscheiben häufig speziell geformte, nach oben gerichtete Profile der Tragflächenenden auf, die die gewünschten Effekte deutlich verbessern. Den Anstoß zu dieser Formgebung gab der bekannte amerikanische Aerodynamiker Richard T. Whitcomb, der sich in seinen Forschungen intensiv damit befasste. Auf ihn geht auch die Bezeichnung „Winglet“ für die nach oben gebogenen Flügelenden zurück.
Bei den Tragflächenspitzen der A380 wurde jedoch wiederum auf Wingtip Fences ähnlich denen der A310-300 zurückgegriffen, da neuere Winglet-Entwürfe die Spannweite auf ein für Verkehrsflughäfen nicht geeignetes Maß vergrößert hätten.

## Bezüge zur Bionik
Bestimmte moderne Winglets sind – geometrisch stark vereinfacht – den Flügelspitzen einzelner Vogelarten nachempfunden. Lange Schwungfedern, die fächerförmig und in der Höhe gestaffelt gespreizt werden, sorgen insbesondere bei Greifvögeln oder Störchen für bessere Langsamflugeigenschaften. Flügelenden, die auf diesem Prinzip basieren, nennt man Winggrids.

## Ausführungen

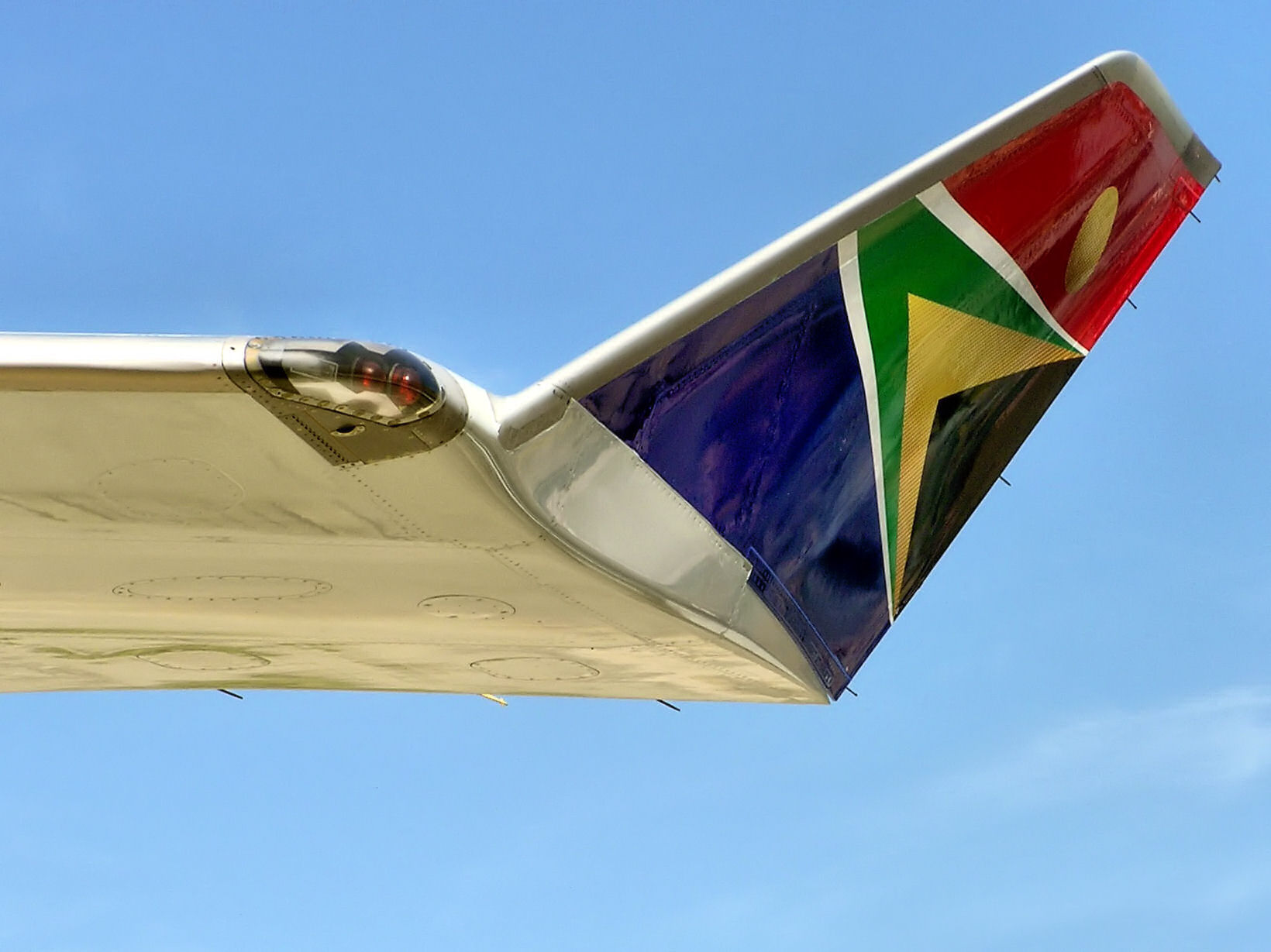
Tragfläche einer Boeing 747-400 der SAA mit „klassischem“ (eckigem) Winglet

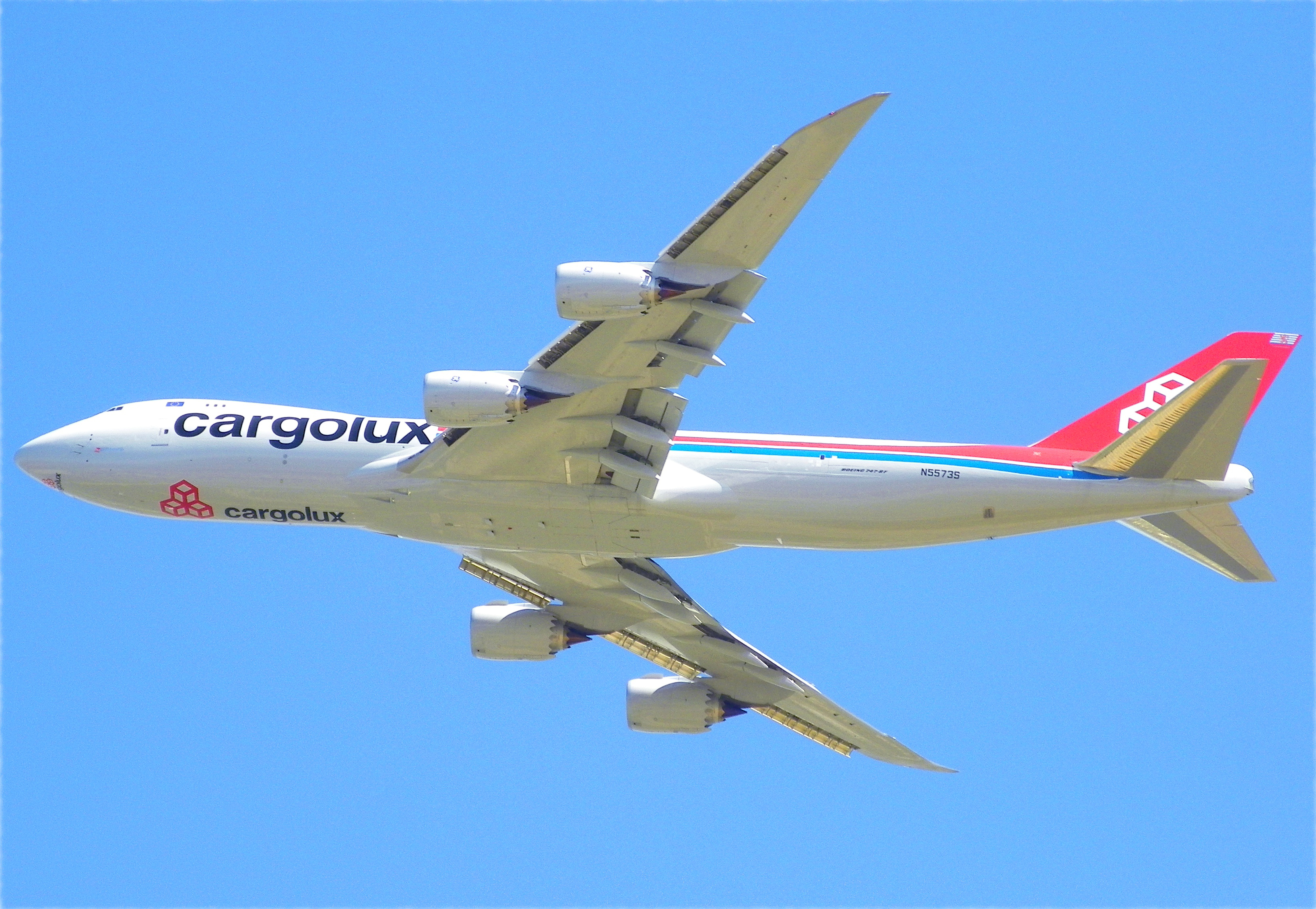
Überflug einer 747-8F mit Raked Wingtips

Es gibt verschiedene Winglet-Ausführungen und -Konstruktionen, die im Folgenden in einer Übersicht mit Beispielen dargestellt werden.
- Klassische Winglets (eckig, gerade oder schräg nach oben ausgerichtet). Beispiele:
  - Airbus A330/A340, Boeing 727-200 (nachrüstbar) und Boeing 747-400, Bombardier Canadair Regional Jet, Embraer E-Jets, Iljuschin Il-96 sowie Tupolew Tu-204/Tu-214 und Tu-334
- Blended Winglets (mit fließendem Übergang von der Tragfläche zum Winglet). Beispiele:
  - Boeing 737NG (nicht verfügbar für 737-600, außer bei der 737-900ER nicht serienmäßig), BBJ. Mittlerweile nachrüstbar bei Boeing 757, Boeing 737-300, Boeing 737-500 und 767. Airbus nennt seit Ende 2009 seine neu entwickelten Winglets für die A320-Familie Sharklets wegen der an Haiflossen erinnernden Form. Mit den 2,4 m hohen und zusammen 200 kg wiegenden Flügelenden ist nach Herstellerangabe eine Kraftstoffersparnis von mindestens 3,5 % möglich.[16]
- Wingtip Fences („Flügelendenzäune“: etwas kleinere Winglets, senkrecht oder schräg nach oben und unten ausgerichtet). Beispiele:
  - Airbus A300-600R, A310-300, A320-Familie, A380; Airbus führt diese Wingtip Fences in etwa symmetrisch aus, d. h., sie sind zu gleichen Teilen nach oben und nach unten ausgerichtet. Für die A320-Familie wurden im Jahr 2006 auch normale und blended Winglets im Flugversuch erprobt, jedoch wegen eines im Verhältnis zum zusätzlichen Gewicht der Winglets zu geringen Effizienzgewinns nicht in die Serienproduktion übernommen.

Der Übergang von wingtip fences zu konventionellen Tragflügelendscheiben (engl.: endplate) ist fließend. Bei schwanzlosen Flugzeugen können Endscheiben auch die Funktion des Seitenleitwerks übernehmen.

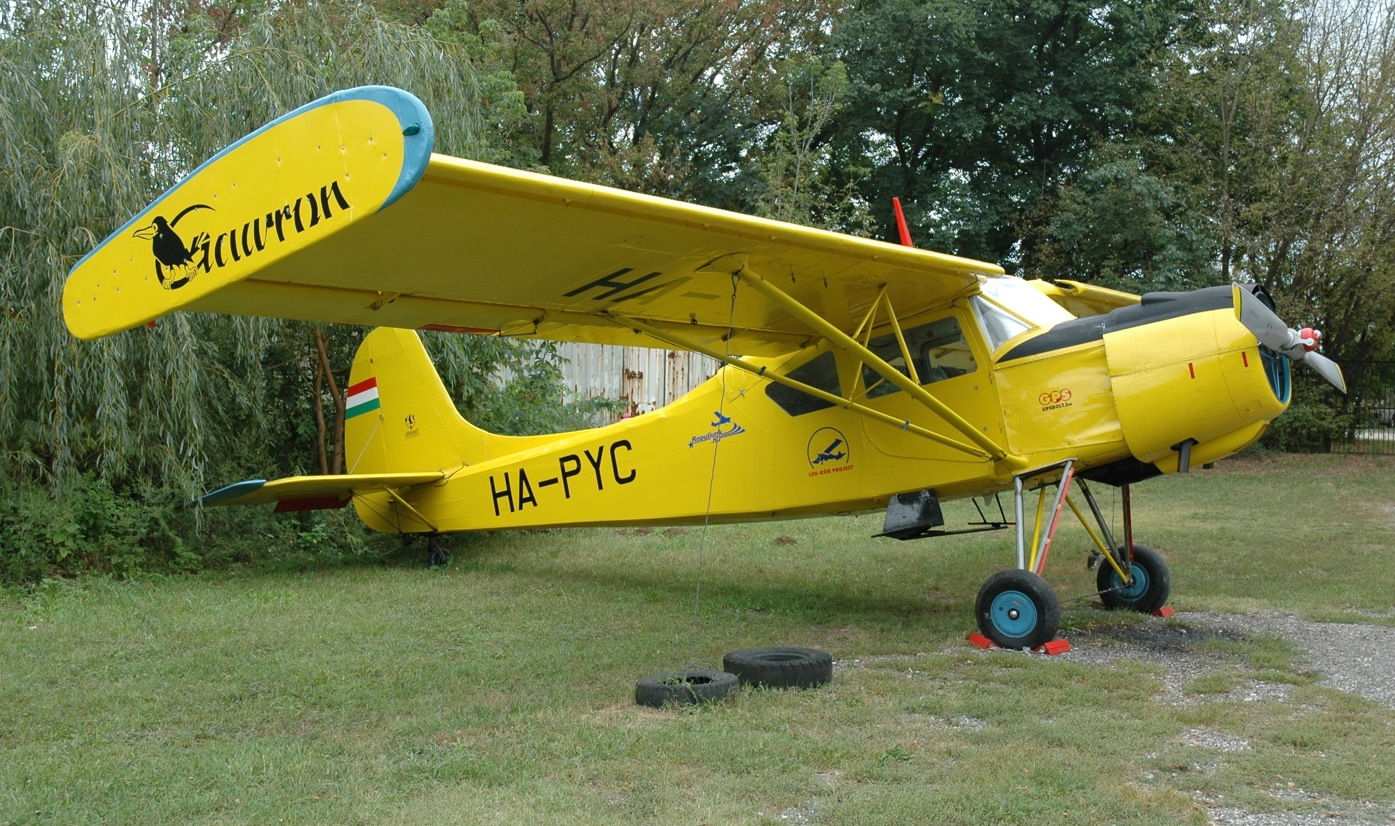
PZL-101 als Beispiel für ein Flugzeug mit konventionellen Endscheiben

- Raked Wingtips (Wingtip = Tragflächenspitze; Raked Wingtips: Nach oben und hinten gebogene Tragflächenspitzen). Beispiele:
  - Boeing 747-8, 767-400, 777-200LR, 777-300ER, 787 und P-8A
- Spiroids (schlaufenförmige Tragflächenenden). Bisher wurde diese Winglet-Form auf einigen Versuchsträgern untersucht. Spiroids sollen eine Kraftstoffeinsparung bewirken können.
- Mischformen
  - Airbus A350; dieser Typ hat eine Mischform aus blended Winglets und raked Wingtips, d. h. speziell geformte, hochgestellte Flügelspitzen, die jedoch gegenüber dem Rest der Tragfläche nicht so stark angewinkelt sind wie andere Winglet-Formen
  - McDonnell Douglas MD-11; dieser Typ verfügt über ein großes, nach schräg-oben ausgerichtetes Winglet, das durch ein kleines, nach schräg-unten ausgerichtetes Winglet ergänzt wird
  - Airbus A380, Boeing 737, Boeing 757; für die Versionen -700, -800 und -900ER der Boeing 737 bietet Boeing seit 2014, für die Boeing 757-200 seit 2016[17] in Zusammenarbeit mit Aviation Partners eine weitere Mischform mit dem Namen Split Scimitar Winglets an. Diese besteht zum einen aus einem herkömmlichen, nach oben geklappten blended Winglet und zum anderen steht ein zusätzlicher kleinerer Winglet schräg nach hinten/unten heraus, was, am Beispiel einer Boeing 737-800, zu einer weiteren Treibstoffersparnis von 1,6–2,2 % führt. Im Jahr 2014 betrugen die Kosten für die Aufrüstung 550.000 US-Dollar.[18] Eine Weiterentwicklung dieser Variante findet unter dem Namen Advanced Technology Winglet bei der Boeing 737MAX Verwendung.[19] 2017 bestätigte Airbus einen ähnlichen Wingletentwurf (ohne eigenen Namen dafür) für die A380plus genannte Version des Airbus A380-800 mit erhöhtem Abfluggewicht.[20]

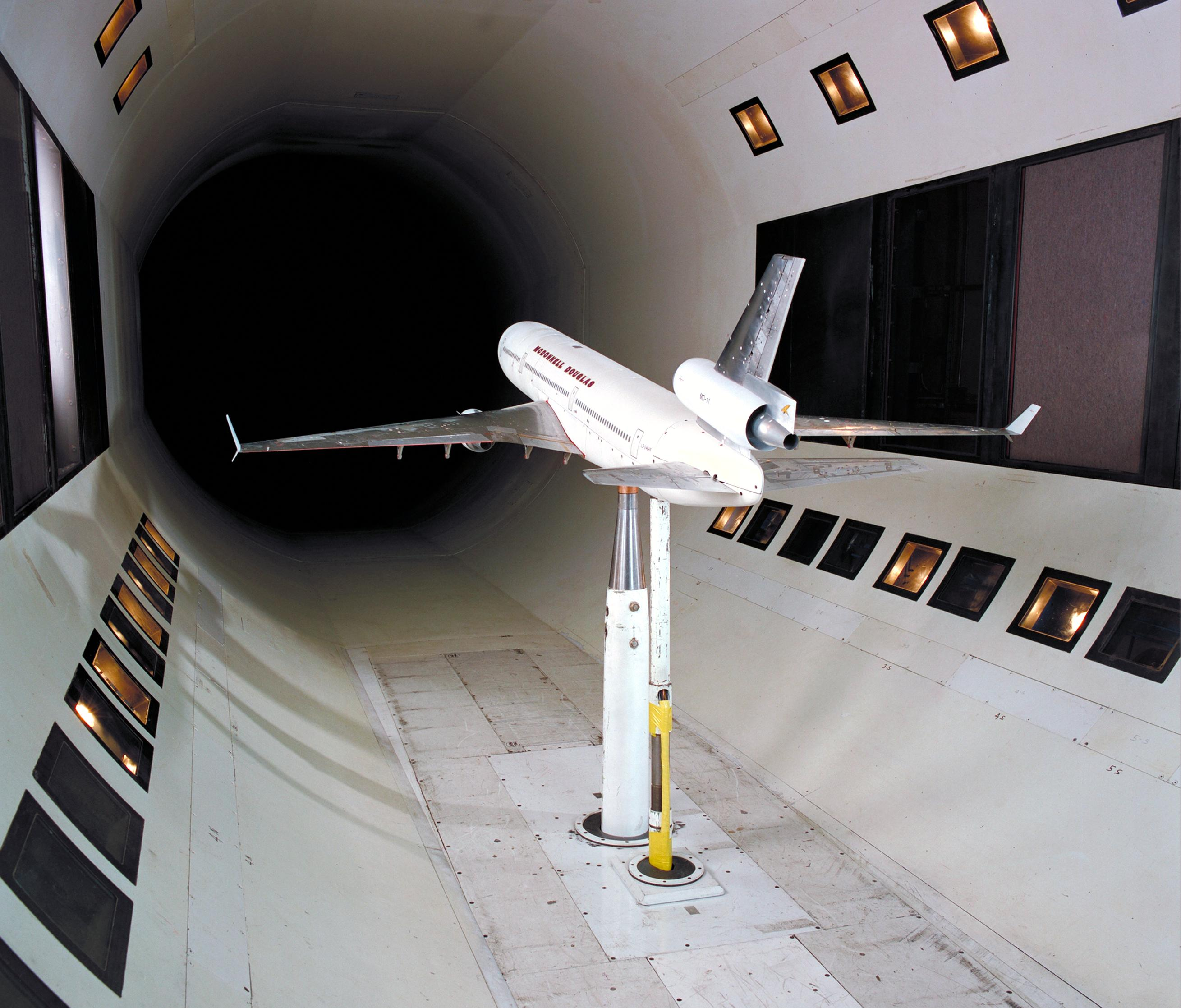
Winglets an einem Modell der MD-11 im Windkanal
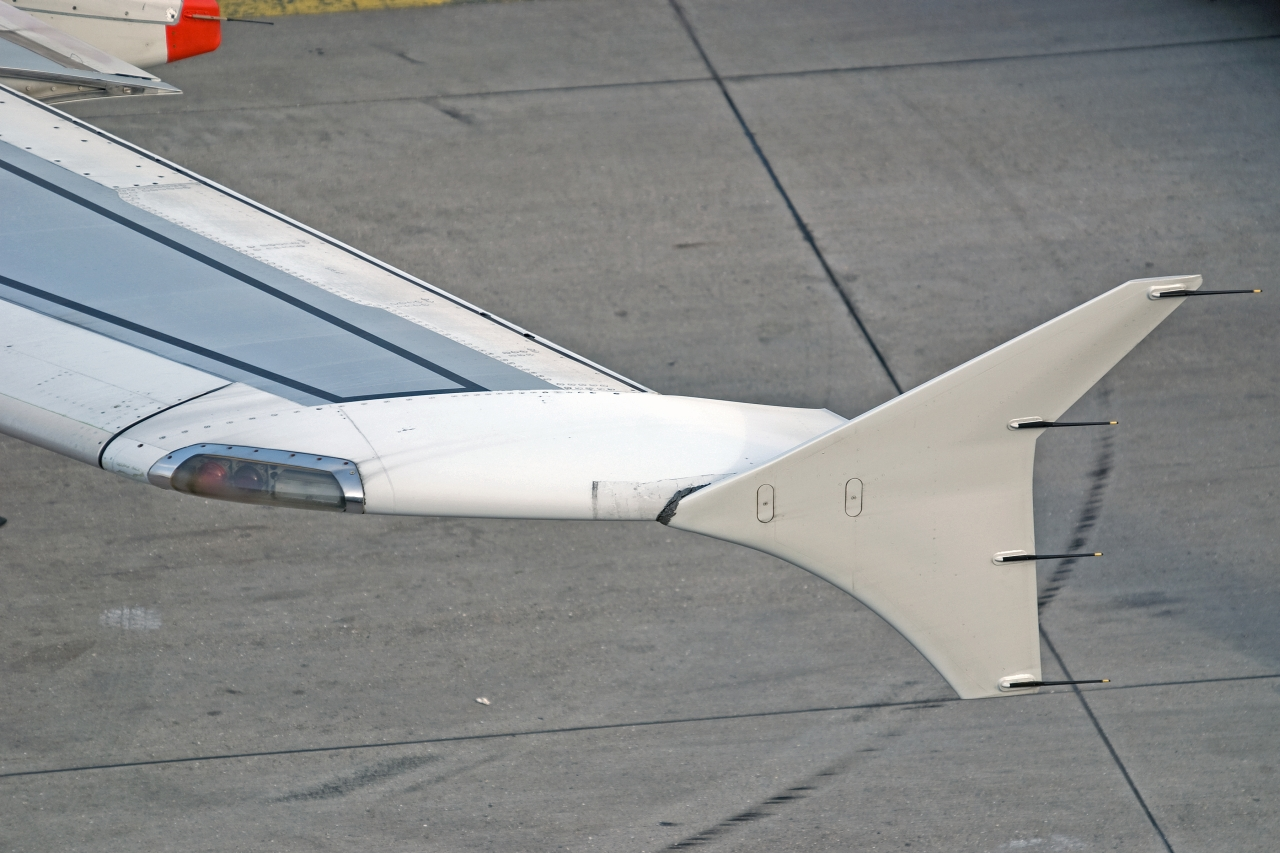
Wingtip Fence eines Airbus A319
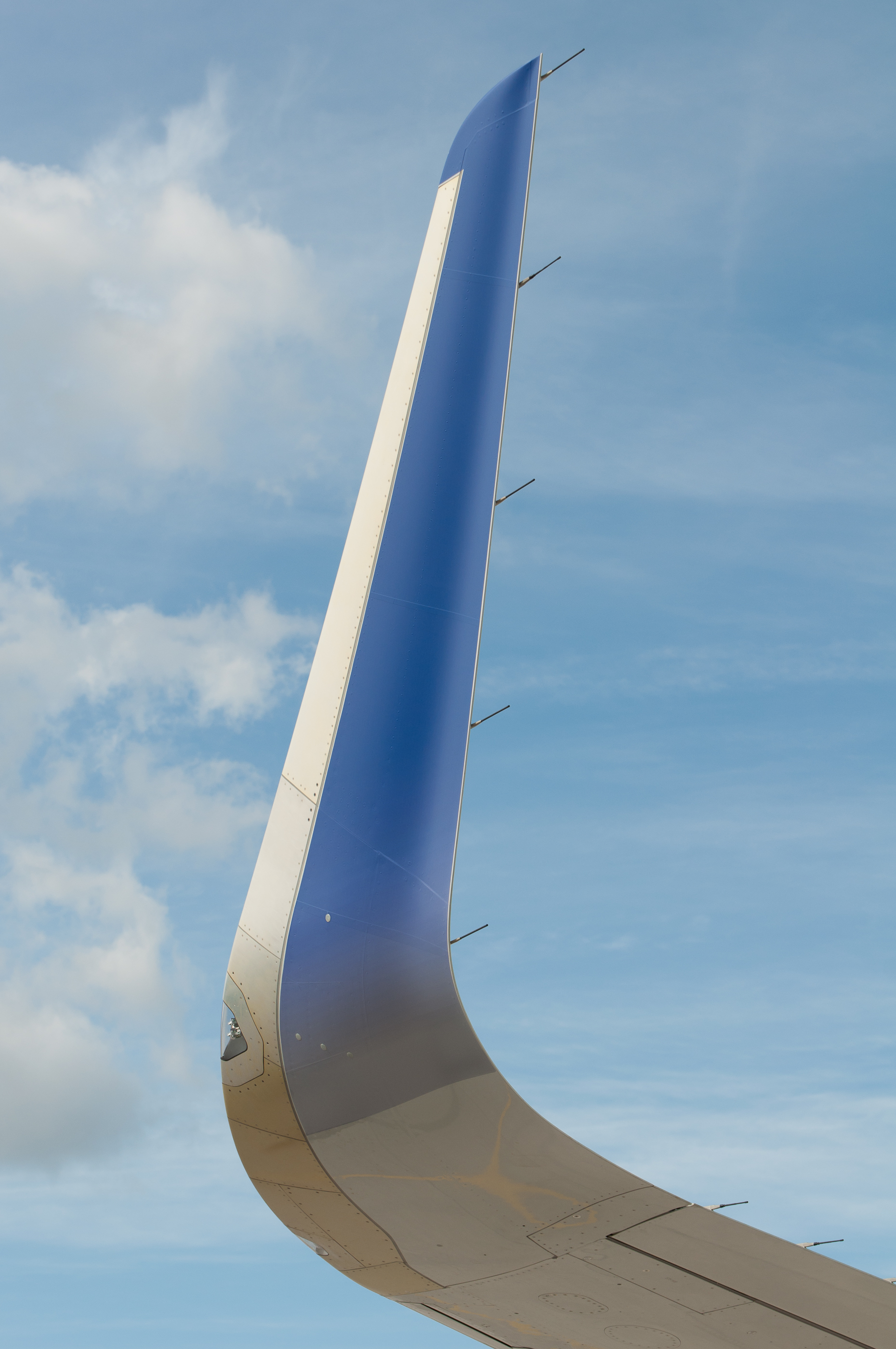
Sharklet an der Tragfläche eines Airbus A320E
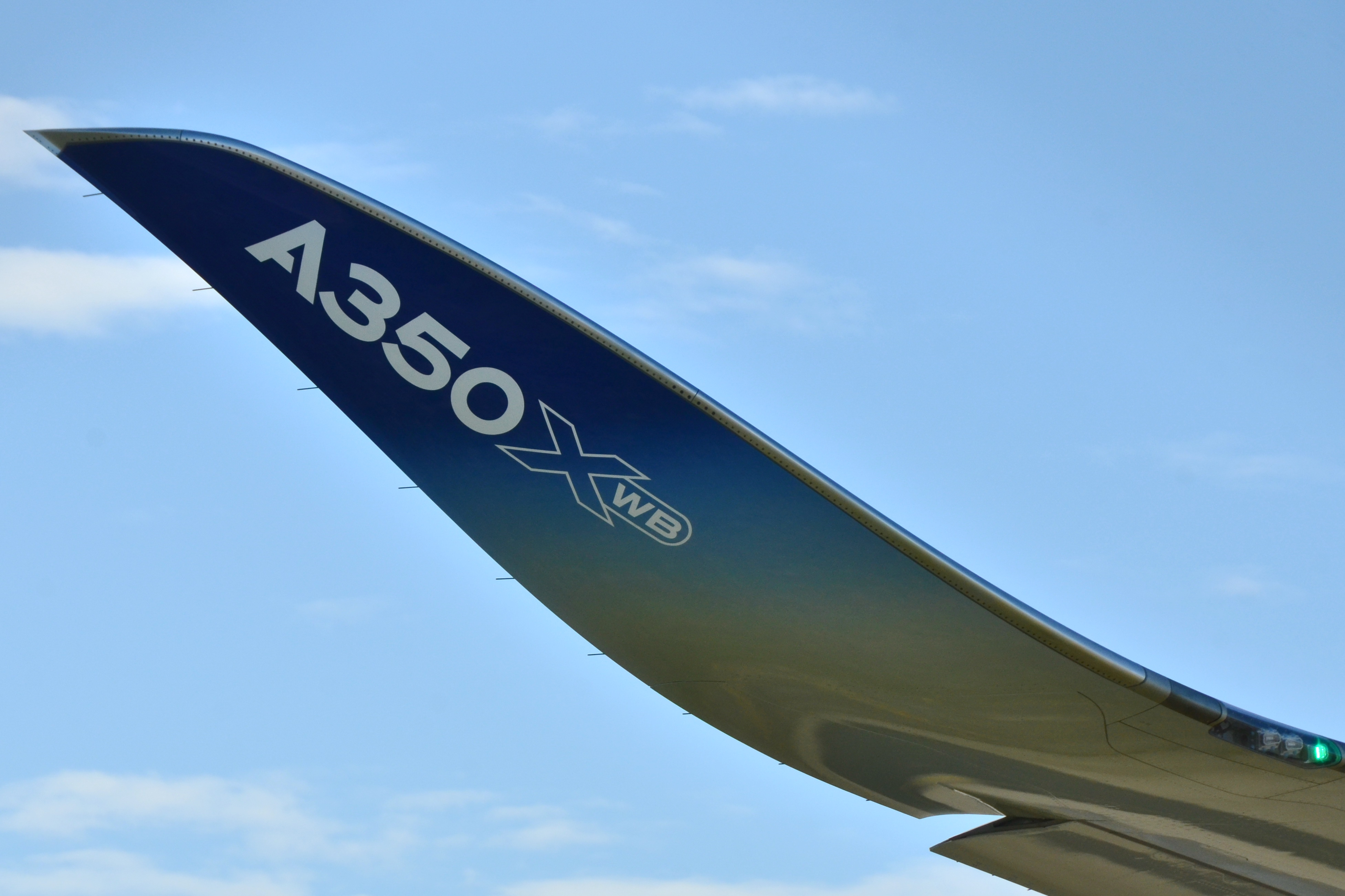
Schräggestelltes Winglet eines Airbus A350-900
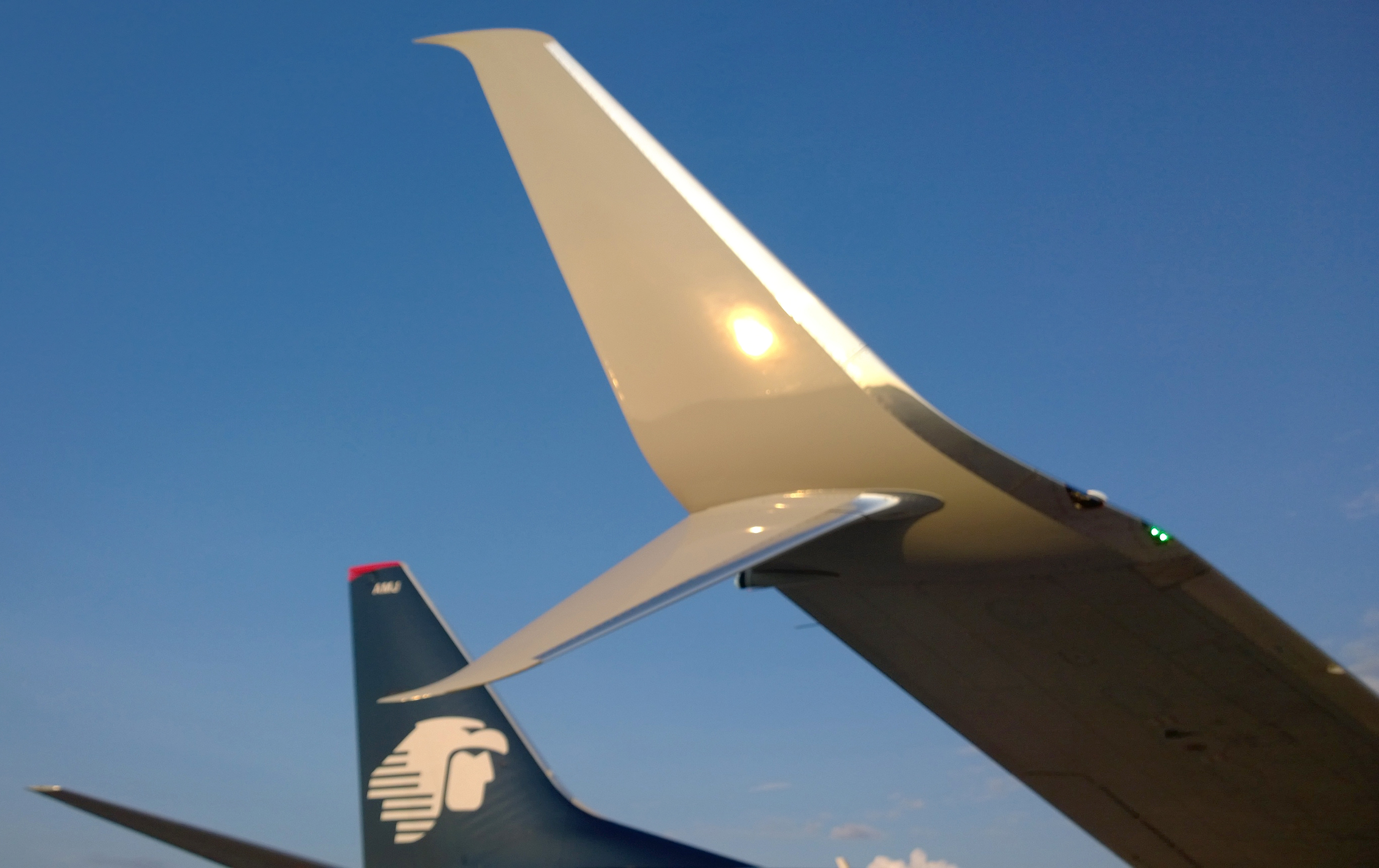
Split Scimitar Winglet an einer Boeing 737-800
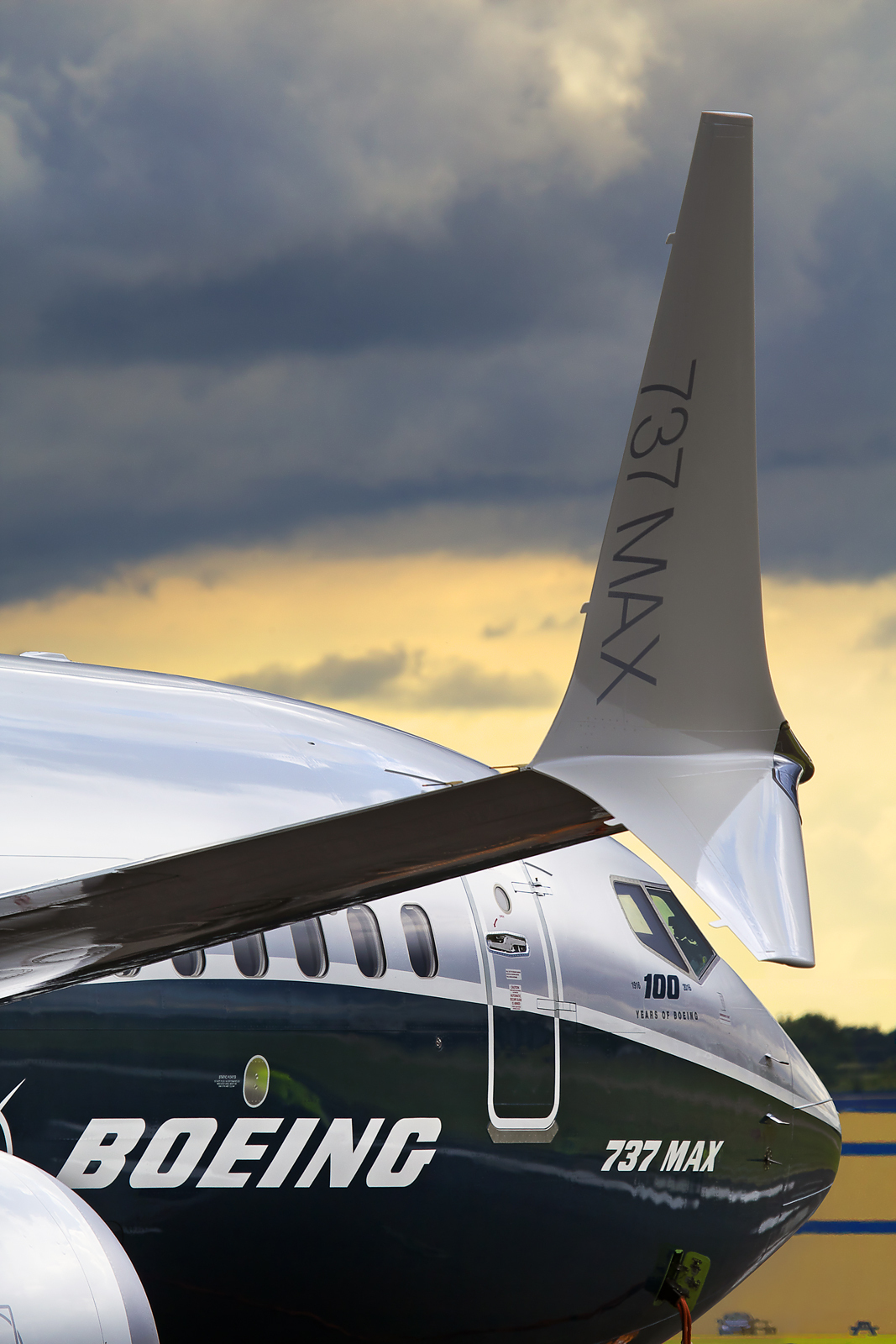
Weiterentwickeltes Split Scimitar-Konzept an einer Boeing 737MAX
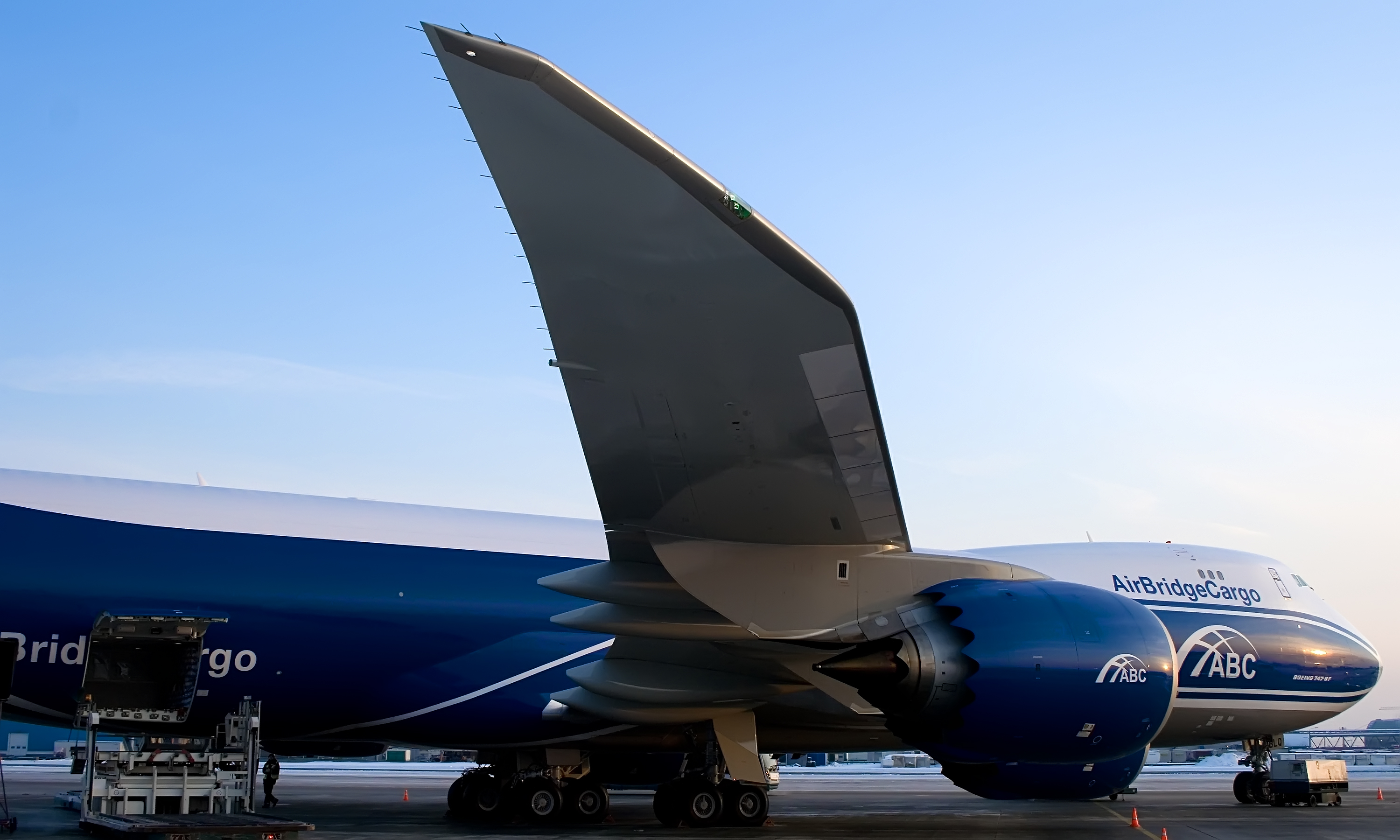
Raked Wingtips an einer Boeing 747-8F

## Andere Anwendungsfälle

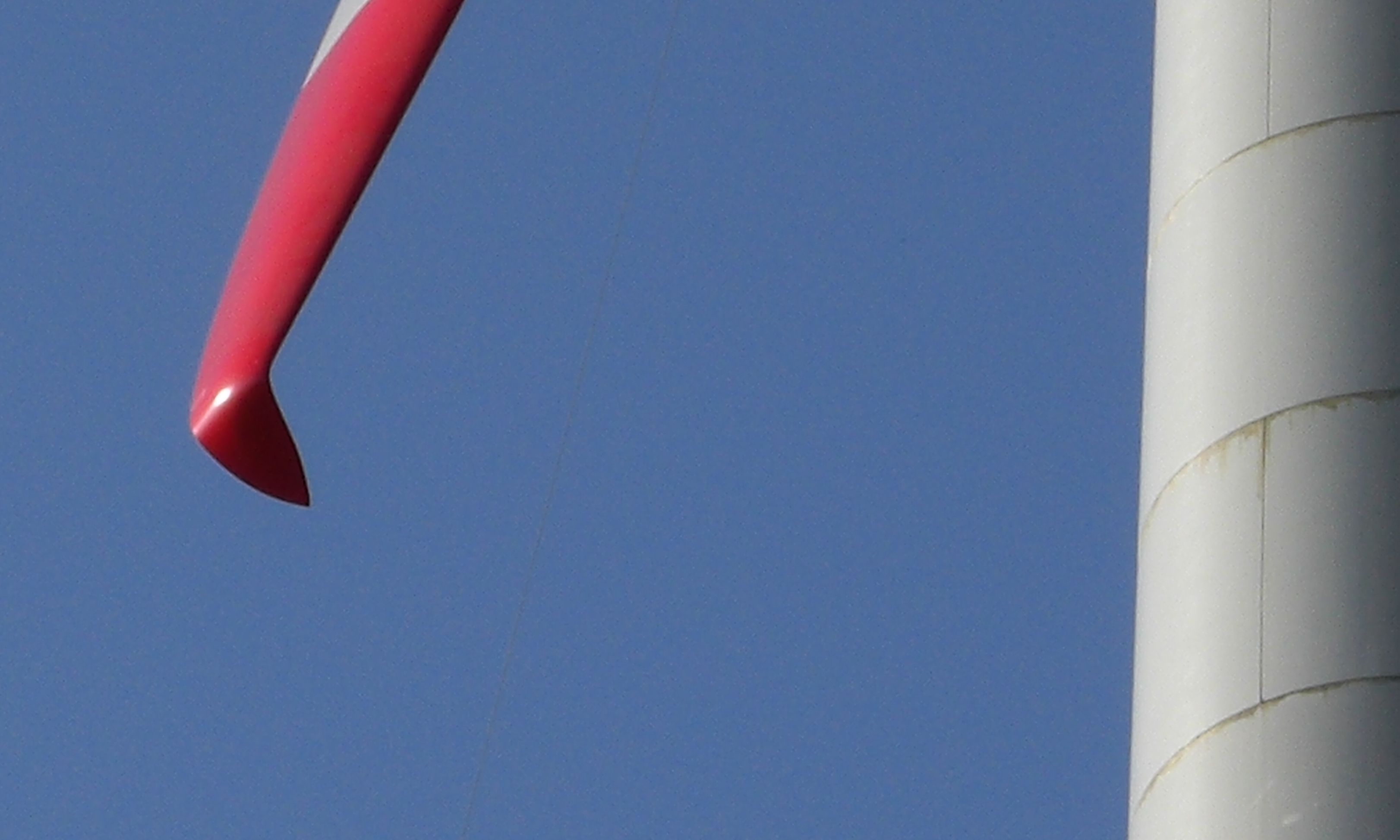
Winglet am Rotorblatt einer Windkraftanlage

Es finden sich Winglets auch an Rotorblättern mancher Windkraftanlagen.

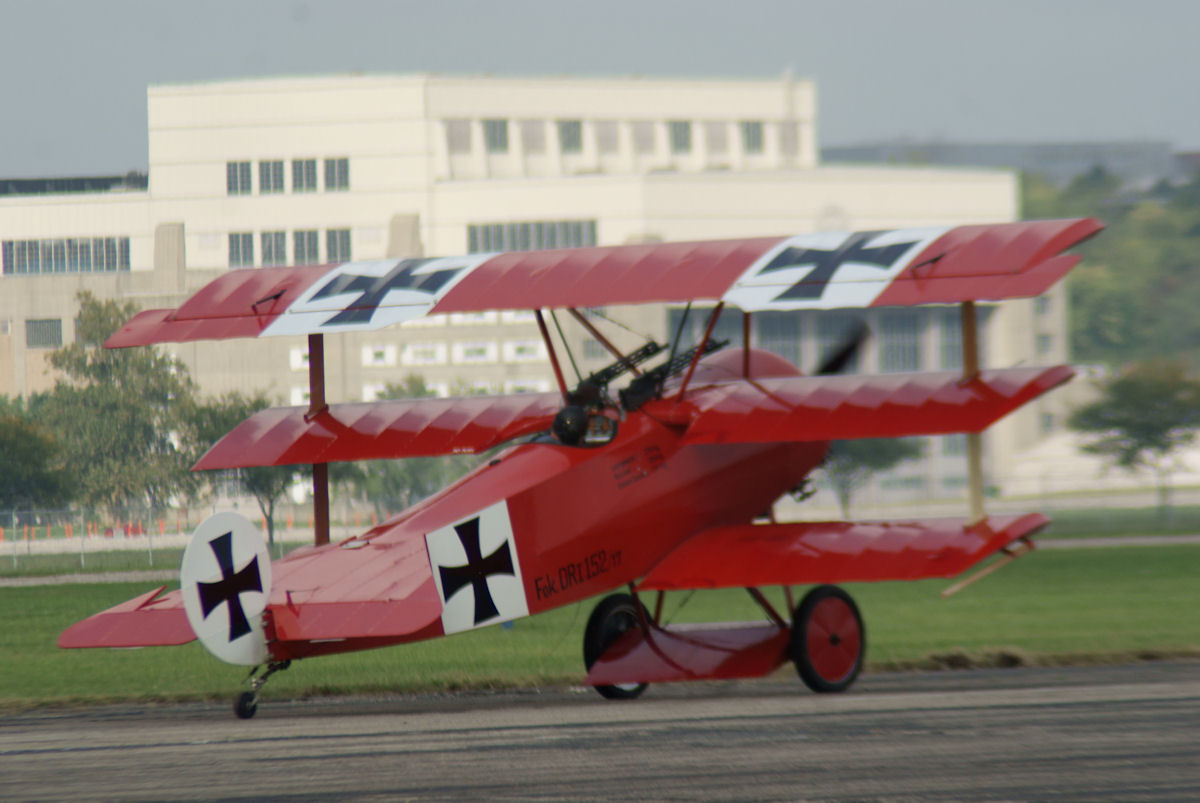
An diesem Nachbau einer Fokker Dr I ist deutlich die im Profil flügelförmige Verkleidung der Fahrwerkachse zu erkennen, die im Englischen seinerzeit Winglet – Flügelchen – genannt wurde.

Unterschallmilitärflugzeuge können wie Passagierflugzeuge von Winglets profitieren, weshalb manche neuere Typen mit ihnen ab Werk ausgerüstet wurden. Überschallschnelle Flugzeuge wie Düsenjäger verwenden allerdings keine Winglets.

## Gleiche Bezeichnung
Ursprünglich hatte der Begriff Winglet im Englischen eine andere Bedeutung: er bezeichnete bei frühen Flugzeugen kleine tragflügelförmig geformte zusätzliche Auftriebshilfen, etwa als Verkleidung der Fahrwerkachse.
Inzwischen werden nach Art von Winglets geformte Bauteile auch im Motorsport verwendet und tragen dieselbe Bezeichnung:
Bei modernen Superbikes kommen umgedrehte Winglets zur Erhöhung der Anpresskraft am Vorderrad zum Einsatz, um bei Geschwindigkeiten über 250 km/h ein Abheben des Vorderrads zu verhindern und mehr Lenkstabilität zu gewährleisten. Vertreter dieser Klasse sind die BMW M 1000 RR und die Ducati Panigale V4 S 2020. Bei letzterer wird bei 270 km/h ein zusätzlicher Anpressdruck am Vorderrad von 30 Kilogramm genannt.
Für die ab Mitte der 2000er-Jahre auf den Seitenkästen angebrachten Zusatzflügel in der Formel 1 wird ebenfalls die Bezeichnung „Winglet“ verwendet.